# 위징

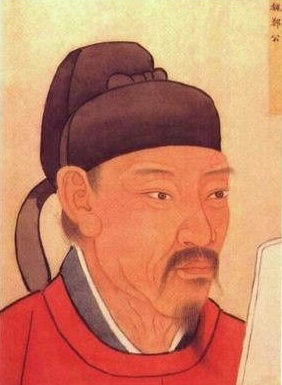
위징

위징(魏徵, 580년 - 643년)은 당나라의 정치가이다. 자(字)는 현성(玄成)이며, 당 태종을 섬겨 간의대부(諫議大夫) ・ 좌광록대부(左光綠大夫)에 임명되고 정국공(鄭國公)에 봉해졌다. 직간(直諫)으로 이름이 높았고 당 태종과의 문답은 대부분 《정관정요》에 실려 있으며, 〈간태종십사소〉(諫太宗十思疏)는 그 중 가장 유명한 글이다.

## 생애
거록(巨鹿) 곡양(曲陽) 사람으로, 대중(大中) 6년(852년) 11월에 세워진 『위공선묘비』(魏公先墓碑)에는 위징의 할아버지는 교(釗), 아버지는 완(琬)으로, 부인은 하동 배씨(河東裴氏) 집안의 여자였다고 전한다.
어려서 집이 가난하였고, 수 말기에 이밀이 지휘하던 와강군(瓦崗軍)에 들어갔다가 이밀이 패한 뒤 당에 귀순하였다가 다시 두건덕의 포로가 되었는데, 두건덕은 그의 재능을 아껴서 자신의 휘하로 받아들였다. 하지만 두건덕이 패한 뒤에 당으로 돌아가서, 태자 이건성(李建成)의 측근으로서 태자선마(太子洗馬)라는 지위에 올랐다.
당시 이세민의 인기와 권력을 불안히 여긴 태자 이건성에게 위징은 이세민을 독살하여 제거할 것을 진언했지만 이건성은 이를 듣지 않았고, 결국 현무문의 변으로 이세민에게 살해당했다. 위징은 이를 당연한 결과라 받아들이고, 이세민에게 죽임을 당할 것을 각오하였고 자신의 집에서 조용히 죽음을 기다리고 있었다. 그러나 이세민은 위징을 문책하던 중, 이세민의 형인 이건성이 위징 자신의 충언을 듣지 않아 죽음을 맞이한 것과 자신의 주군을 보필하기 위하여 충언을 한것은 자신의 죄가 아님을 말하였고, 자신이 이세민에게 위협적인 존재였음을 당당히 인정하였기에, 이세민은 그의 솔직함을 높이 사서 그를 간의대부로 삼았다.
뒤에 비서감(秘書監), 시중(侍中) 등의 직책을 두루 거쳤으며, 태종에게 2백 회가 넘는 간언을 올렸다. 《자치통감》권196에 보면, 위징이 죽었을 때 태종은 몹시 슬퍼하며, 옆에서 따르던 신하에게 다음과 같이 말했다고 한다.
사람은 구리로 거울을 만들어서 의관을 바로잡고, 옛 것을 거울로 삼아서 역대의 흥망성쇠를 알 수 있으며, 사람을 거울로 삼아서 자신의 득실을 알 수 있다. 위징이 죽음으로서 짐은 거울 하나를 잃고 말았다.

태종은 위징이 죽기 직전, 그의 장남 숙옥(叔玉)에게 딸 형산공주를 시집보내겠다고 약속했는데, 생전에 위징이 태종에게 올렸던 간언서의 부본을 사관(史官) 저수량에게 보여주었다는 사실을 알게 되자 위징이 명성을 얻기 위해 그런 것이라 의심하면서 위징과 했던 약속을 깨고 형산공주를 장손의에게 시집보냈을 뿐 아니라, 위징의 무덤에 세웠던 묘비까지 부숴버렸다(묘비의 글은 태종 자신이 친히 쓴 것이었다). 또한 생전에 위징은 중서시랑(中書侍郎) 두정륜(杜正倫)과 이부상서(吏部尙書) 후군집을 재상이 될 재목(宰相之才)이라며 천거했는데, 위징이 죽은 뒤 두 사람은 위징과 사사로이 파당을 맺었다는 당 태종의 의심을 사서, 두정륜은 죄를 지어 쫓겨나고 후군집도 모반죄로 처형되었다.
이후 정관 18년(645년), 당 태종은 고구려 원정을 감행하지만 실패하고, 돌아오는 길에 탄식하며 "위징이 지금까지 살아있었으면 나한테 이런 걸음을 하게 하지는 않았을 것(魏征若在，不使我有是行也)"이라며 한탄하고, 부숴버렸던 위징의 묘비를 다시 세우게 했다.
태종의 명으로 편찬하게 한 《수서》의 서론(序論)과 《양서》, 《진서》, 《제서》(齊書)의 총론(總論) 등 많은 저작을 남겼으며, 그의 발언은 《정관정요》에 대부분 수록되었다. "사람의 인생에 의기(意氣)가 있다면야/구구한 공명(功名) 따위 무슨 문제가 되랴"라는 구절로 유명한 「술회(述懷)」라는 시를 읊었다.

## 자손
- 위숙옥(魏叔玉) - 장남. 관직은 광록소경(光祿少卿).
  - 위응(魏膺) - 숙옥의 아들. 관직은 비서승(祕書丞).
- 위숙유(魏叔瑜) - 차남. 관직은 직방낭중(職方郎中).
  - 위화(魏華) - 숙유의 아들. 관직은 예부시랑(禮部侍郎).
    - 위첨(魏瞻) - 화의 아들. 관직은 가부낭중(駕部郎中).
- 위숙완(魏叔琬)
- 위숙린(魏叔璘)

위징의 손자로 누구의 계통인지는 분명하지 않은 위은(魏殷)은 여양령(汝陽令)이 되어 세 아들을 두었다.
- 위명(魏明) - 관직은 감찰어사(監察御史).
  - 위빙(魏憑) - 명의 아들. 관직은 헌릉대령(獻陵臺令).
    - 위막(魏谟) - 빙의 아들. 자는 신지(申之). 선종(宣宗) 연간의 재상.
- 위수(魏隋) - 관직은 봉주자사(蓬州刺史).
- 위만(魏萬) - 관직은 겸어사중승(兼御史中丞).

## 서유기 속의 위징
명대의 백화소설(白話小設)인 《서유기》에서 위징은 이승과 저승을 오가는 인물로 묘사되며, 당 태종과 바둑을 두다 잠깐 조는 사이에 옥황상제의 명령에 따라 꿈 속에서 경하용왕(涇河龍王)을 처형하는가 하면, 한을 품은 경하용왕이 태종의 꿈에 나타나 태종을 괴롭히고 태종은 점차 몸이 쇠약해지는데, 이때 위징이 명부(冥府)로 가서 태종의 수명을 늘리고 돌아오기도 한다.

## 위징을 연기한 배우들
- 맹호림 - (2006년~2007년) 《연개소문》 SBS 드라마